# 李志綏
李志綏（り しすい）は、中華人民共和国の医師。

## 生涯
北京生まれで代々医師の家系、曽祖父は清朝で御医（皇帝の主治医）を務めた。1954年から1976年の毛沢東逝去までの期間は毛沢東の個人医師を務めた。また本人は自分が毛の親友とも自称していた。1988年にアメリカへ移住して、1994年に毛沢東の伝記である『毛沢東の私生活』を公刊。この本は大きな論争を引き起こし、中国国内では出版が禁止されている。
テレビのインタビューで毛についてもう一冊伝記を書くと発表したあと、2週間後に息子の家のバスルームで心臓発作が原因で死体が発見された。彼はアメリカへ移民後息子と共に暮らしていた。